# 기노쇼촌 (히로시마현 미쓰기군)
기노쇼촌(木ノ庄村)은 히로시마현 미쓰기군에 설치되었던 촌이다. 현재의 오노미치시의 일부에 해당한다.